# ポリトゥベロウーリサス
ポリトゥベロウーリサス（学名 : Porituberoolithus）は、アルバータ州の後期カンパニアンのオールドマン層とダイナソーパーク層、ニューメキシコ州のフルーツランド層のFossil Forest Member、テキサス州のアグハ層の上部頁岩層、メキシコのセロデルプエブロ層（ディフンタ層群）で発見された恐竜の卵化石の卵属。当初は装飾に基づいてエロンガトウーリサス卵科とは別のものとして記載されていたが、2010年に Wang らによってその卵科のメンバーとして分類された。サブティリオリサスに非常に似ているが、卵殻がより厚い。